# Negative Spaces
Negative Spaces šesti je studijski album američke pjevačice Poppy. Diskografska kuća Sumerian Records objavila ga je 15. studenoga 2024. Za produkciju je zaslužan Jordan Fish, bivši klavijaturist sastava Bring Me the Horizon.

## O albumu
Dana 27. listopada 2023. Poppy je objavila peti studijski album Zig. U nekoliko je intervjua izjavila kako bi mogla objaviti „drugi dio” tog albuma pod imenom Zag. Godine 2024. gostovala je na pjesmi „V.A.N” sastava Bad Omens i pjesmi „Suffocate” skupine Knocked Loose; obje su pjesme dobile pozitivne kritike. Dana 4. lipnja objavila je singl „New Way Out”. U razgovoru s NME-jem potvrdila je da novi album „stiže uskoro” i da mu je producent Jordan Fish. Dana 17. rujna objavila je singl „They're All Around Us”. Šest dana poslije objavljen je naslov albuma i potvrđeno je da će biti pušten u prodaju 15. studenoga. Mjesec dana prije objave albuma objavljena su još dva singla: „The Cost of Giving Up” i „Crystallized”.

## Glazbeni stil
Pjesme na uratku žanrovski pripadaju alternativnom metalu, metalcoreu, industrialu, pop metalu, alternativnom rocku, elektro-popu, synthpopu, arena rocku, nu metalu, bubblegum popu, pop punku, i hyperpopu, a prisutna su i obilježja žanrova kao što su grunge, emo, space rock i tech-metal.

## Popis pjesama
| 1.    | »Have You Had Enough?«     | Poppy, Jordan Fish, Stephen Harrison | 3:38 |
| 2.    | »The Cost of Giving Up«    | Poppy, Fish, Harrison                | 3:17 |
| 3.    | »They're All Around Us«    | Poppy, Fish, Harrison                | 3:25 |
| 4.    | »Yesterday«                | Poppy, Fish, Harrison                | 0:48 |
| 5.    | »Crystallized«             | Poppy, Fish                          | 3:06 |
| 6.    | »Vital«                    | Poppy, Fish, Harrison                | 3:20 |
| 7.    | »Push Go«                  | Poppy, Fish, Harrison                | 3:33 |
| 8.    | »Nothing«                  | Poppy, Fish, Harrison                | 3:04 |
| 9.    | »The Center's Falling Out« | Poppy, Fish, Harrison                | 2:25 |
| 10.   | »Hey There«                | Poppy, Fish, Harrison                | 1:29 |
| 11.   | »Negative Spaces«          | Poppy, Fish, Harrison                | 2:55 |
| 12.   | »Surviving on Defiance«    | Poppy, Fish, Julian Gargiulo         | 3:28 |
| 13.   | »New Way Out«              | Poppy, Fish, Harrison                | 3:23 |
| 14.   | »Tomorrow«                 | Poppy, Fish, Harrison                | 0:52 |
| 15.   | »Halo«                     | Poppy, Fish                          | 3:41 |
| 42:24 |                            |                                      |      |

## Recenzije
| Zbirne ocjene   | Zbirne ocjene |
| Izvor           | Ocjena        |
| --------------- | ------------- |
| AnyDecentMusic? | 7,4/10        |
| Metacritic      | 84/100        |
| Recenzije       |               |
| Izvor           | Ocjena        |
| Clash           | 8/10          |
| Distorted Sound | 9/10          |
| The Guardian    | [ 15 ]        |
| Kerrang!        | 4/5           |
| Metal Hammer    | [ 20 ]        |

Negative Spaces dobio je pozitivne kritike, a recenzenti su zaključili kako se Poppy vratila u formu nakon što je prethodni album Zig dobio podijeljene kritike. Na Metacriticu, koji glazbenim uradcima daje ocjenu od 0 do 100 na temelju prosječne ocjene recenzenata raznih publikacija, dobio je ukupno 84 boda na temelju četiri recenzije, što označava „kritički hvaljen” uradak. U recenziji za The A.V. Club Ryan Reed proglasio ga je „njezinom najusklađenijom zbirkom pjesama dosad”. Tom Morgan dao mu je osam od deset bodova u recenziji za Clash napisavši kako sadrži „otmjene, učinkovite i pristupačne” pjesme i da je riječ o „izvanrednu djelu suvremene glazbe”. Shania Richards u osvrtu za Distorted Sound komentirala je kako Poppy na albumu „dokazuje da je više od metal-pjevačice i da nije tek pop-pjevačica koja se okrenula metalu; postupno se razvija i pretvara u nešto mnogo veće”. Uratku je dala devet od deset bodova.
Pišući za The Guardian, Dave Simpson napisao je da „[n]a svojem šestom albumu zvijezda više žanrova naoko proživljava krizu identiteta, ali očito vjeruje svojim nagonima”. Albumu je dao četiri zvjezdice od njih pet. Emma Wilkes u svojem je osvrtu za Kerrang! komentirala kako je producent Jordan Fish, nekadašnji član skupine Bring Me the Horizon, „iznimno utjecao na zvuk [pjesama na] albumu” i da „katkad istisne ono po čemu se Poppy ističe”. Međutim, dodala je da uradak, „koliko se god pjesme na njemu kretale različitim smjerovima, i dalje često pogađa kako treba i nikad ne popušta stisak”. Caitlin Chatterton prozvala ga je „šarolikim [i] iznenađujućim albumom koji dokazuje kako joj žešći zvuk dobro stoji” u članku za The Line of Best Fit. Metal Hammer izjavio je da se „Poppy potpuno posvetila stvaranju albuma modernog metala” i proglasio ga je „jednim od najpamtljivijih i najdosljednijih albuma iz 2024.”.

## Zasluge
| Glazbenici - Poppy – vokal, dizajn - Ralph Alexander Granter – bubnjevi (osim na 4., 10., 13. i 14. pjesmi) | Ostalo osoblje - Jordan Fish – produkcija - Zakk Cervini – miksanje, mastering - Sam Cannon – fotografija - Eddie Kepner – dizajn |

## Ljestvice
| Ljestvica                                       | Najviša pozicija |
| ----------------------------------------------- | ---------------- |
| SAD (Heatseekers Albums)                        | 4.               |
| SAD (Top Album Sales)                           | 46.              |
| SAD (Top Current Album Sales)                   | 32.              |
| SAD (Top Hard Rock Albums)                      | 23.              |
| Ujedinjeno Kraljevstvo (UK Album Downloads)     | 21.              |
| Ujedinjeno Kraljevstvo (UK Rock & Metal Albums) | 26.              |